# Thegčhog Dordže
Thegčhog Dordže (1798 - 1868) byl 14. karmapa školy Karma Kagjü, jedné ze škol tibetského buddhismu.
Narodil se v tibetské provincii Kham. Předchozí karmapa Düdul Dordže zanechal dopis, ve kterém uvedl detailní popis, kde má být nalezena jeho inkarnace až zemře. Když čtrnáctého karmapu mniši našli, byla mu předána nauka Kagjü. Jako učitel pak cestoval po celém Tibetu a stal se známým díky jeho myšlence sjednotit jednotlivé školy tibetského buddhismu.